# حسن عثمان
حسن عثمان (1892 - 1968)، هو مؤرخ مصري، أشتغل أستاذا للتاريخ الأسلامي والأوروبي في عدد من الجامعات العربية والعالمية، مؤلف كتاب منهج البحث التاريخي.

## كتبه ومنهجه
أشهر كتبه:
- كتاب: منهج البحث التاريخي والذي طبع عشرات المرات، وكان له منهجا واضحا ووضع له شروط للمؤرخ المحترف:

يستخدم المؤرخ وسائل عدة في استخلاصه للحقائق التاريخية، احدها نقد الأصول التاريخية، والتي تمكنه من التمييز بين المصادر الصحيحة والأخرى المغلوطة. على نأخذ بعين الاعتبار أن هذا النقد المنطقي المنظم لا يقود إلى حقائق نهائية خالصة لا شك فيها، وإنما يعيننا على الاقتراب بقدر المستطاع من تلك الحقيقة المنشودة. فيخرج الباحث من خلال قراءاته برواية أو مجموعة من الروايات عن حدث ما، فهي تضطر الباحث إلى حل ما يرد فيما بينها من تناقض لاستخلاص الصورة الصحيحة منها، متبعا بعض القواعد التي تيسر له ذلك ومن أهمها:
• التحقق من أن هذه الروايات المتناقضة تخص حدث واحد وليس مجموعة من الأحداث المتشابهة ظاهريا.
• فحص الروايات لبيان أيها الصادق وأيها الكاذب، وإذا تعذر ذلك يبقى الحكم معلقا وتذكر جميع الروايات دون ترجيح.
• دراسة نوع هذه الروايات وليس فقط كمها، فقد تكون رواية واحدة صادقة ومجموعة روايات مخالفة
للحقيقة.
• ترجيح اصح الروايات وأقربها صدقا إلى الحقيقة، وإذا تعذر ذلك يتجه البحث نحو مصادر جديدة.
- ترجمته لكتاب الكوميديا الإلهية : ألفها «دانتي أليغييري» الشاعر الايطالى، وتعد أوسع وأشهر ترجمة عربية للكتاب، أن ثمة ثلاثة... من خلاله خلق علاقة تجسد الخيال بين «توثيق المؤرخ وتحقيق التحرى» وهي أشهر ترجمة بالعربية.

.

## تلامذته
وقد ترك عددا من تلامذته الذين أصبحوا اعلاما في الكتابة التاريخية من أمثال، صلاح عيسى وخالد فهمي وطه احمد شرف وحسن سليمان محمود ومحمد مؤنس عوض وعماد عبد السلام رؤوف.